# لیتر (مجارستان)
لیتِر (به مجاری:  Litér) یک شهرداری در مجارستان است که در ناحیه بالاتون‌آلمادی واقع شده‌است. لیتر ۱۲٫۸۳ کیلومتر مربع مساحت و ۲٬۰۵۶ نفر جمعیت دارد.